# Вилаят Нохчийчо
Вилая́т Нохчийчо́ь — вооружённое военизированное формирование, действовавшее на территории Чеченской Республики в 2007—2015 годах.
10 октября 2007 года амир Имарата Кавказ Доку Умаров издал омру (указ) № 4 «О преобразовании Чеченской Республики Ичкерия в Вилайят Нохчийчоь (Ичкерия) Имарата Кавказ» (в связи с образованием последнего).
До 2011 года структура Джамаата Нохчийчоь представляла собой фронты, сектора и различные боевые Джамааты. Таблица наглядно это демонстрирует.
| Фронт Вооружённых сил Вилайята | Командующие Фронтом                               | Сектора Фронта                                                                                       | Амиры секторов |
| ------------------------------ | ------------------------------------------------- | --- | --- |
| Восточный                      | Асламбек Вадалов, его заместитель — Хусейн Гакаев | Шалинский Курчалоевский Центороевский Гудермесский Даргинский Ножай-Юртовский Веденский Тевзанинский | Хусейн Гакаев, Заурбек Авдорханов, Махран Саидов, Рахман Шабанов (амир Абдурахман), Усман Мунцигов †, амир Али, Махарби Темиралиев (амир Махарби, Абудар), амир Селим, Усама Якубов (амир Усам), Ильман Эстамиров (амир Ильман) † |
| Юго-Западный                   | Тархан Газиев, его заместитель — Аслан Бютукаев   | Ачхой-Мартановский Итум-Калинский Урус-Мартановский Шатойский                                        | Ислам Успахаджиев †, амир Абдулла, Чингизхан Гишаев (амир Абдул-Малик) †, амир Асадулла |

В 2011 году Доку Умаров реорганизовал структуру вооруженных сил Вилайята Нохчийчоь: были упразднены восточный и юго-западные фронты, сам Вилайят был разбит на военные сектора. Доку Умаров назначил своими наибами (заместителями) по Вилайяту Нохчийчоь амира Хамзата (западное направление) и амир Хусейна (восточное направление).
Структура вооружённых сил Вилайята Нохчийчоь приняла следующий вид:
| Направление Вооружённых сил Вилайята | Командующий направлением                             | Сектора                                                                                 | Амиры секторов |
| ------------------------------------ | ---------------------------------------------------- | --------------------------------------------------------------------------------------- | --- |
| Западное                             | Аслан Бютукаев †                                     | Ачхой-Мартановский Итум-Калинский Сунженский Урус-Мартановский Шатойский                | Рустам Салиев (амир Абу-Муслим) †, амир Асадулла, амир АбдусСабу́р Сунженский †, амир Абдулла, амир Абу́-Да́уд                                                                 |
| Восточное                            | Хусейн Гакаев †, затем Махран Саидов (до конца 2014) | Шалинский Курчалоевский Центороевский Гудермесский Даргинский Ножай-Юртовский Веденский | Муслим Гакаев †, Заурбек Авдорханов †, Махран Саидов, Рахман Шабанов (амир Абдурахман) †, амир Али, Махарби Темиралиев (амир Махарби, Абу-Дар) †, Усама Якубов (амир Усам)† |

### Комментарии
1. ↑  большинство боевиков в 2014–2015 годах дали присягу ИГ, оставшийся ячейки находятся в спящем состоянии.